# Welomoch
Welomoch（ウェルモーチ、正式名称「Trojan.Welomoch」）は、2005年12月に発見されたトロイの木馬の一種である。実行時にタイトルバーに「抜子たん」と記されたダイアログが出現するため、「抜子たん」の別称で呼ばれることがある。危険度は、5段階中、最も危険度の低い「1」とされた。ソニーBMG製のCDを挿入しているとXCPに反応する。特徴としては「io.tan」というファイルをWindowsのシステムフォルダに生成することや、システムフォルダーにワーム型ウイルス「W32.HLLW.Antinny」をコピーした「$sys$WeLoveMcCOL.exe」「$sys$sos$sys$.exe」「$sys$sonyTimer.exe」の3つのファイルの何れかを投下すること、レジストリを改変してWindows起動時にAntinnyが実行されるようにすること、システムの復元機能を無効にすることなどが知られている。